# Anabel Forte
Anabel Forte Deltell (Yecla, 1982) es una matemática y estadística española, especializada en la cuantificación Bayesiana de la incertidumbre.

## Trayectoria
Terminó la licenciatura en matemáticas en 2005, y en 2006 la de Ciencias y Técnicas Estadísticas, ambas en la Universidad de Valencia. En 2011, se doctoró en la misma universidad, también en matemáticas. Tras terminar su doctorado, trabajó en el departamento de Economía de la Universidad Jaime I en Castellón desde 2011 hasta 2014, y ese mismo año volvió a la Universidad de Valencia para ocupar una plaza de profesora ayudante. Desde 2020, es profesora titular en el Departamento de Estadística e Investigación Operativa de la Universidad de Valencia.
Forte realiza su investigación en la Universidad de Valencia relacionada con la cuantificación de la incertidumbre, una importante herramienta para la toma de decisiones. En concreto, se dedica a la cuantificación Bayesiana de la incertidumbre en selección de modelos, y desarrolla modelos jerárquicos Bayesianos para datos correlados. Debido a su investigación, ha sido consultada respecto a la importancia que tiene el Modelo SIR como indicador de datos respecto a la pandemia de Coronavirus.
También ha publicado estudios sobre la brecha de género en áreas STEM (ciencia, tecnología, ingeniería y matemáticas, por sus siglas en inglés. CTIM en español). También participa en proyectos de divulgación científica, y colabora con medios para divulgar sobre temas relacionados con la estadística. Además colabora como editora de las revistas BEIO y Biometric.
En 2014, surgió la iniciativa Stat Wars para la difusión de la estadística y la ciencia de datos. Desde ese año, Forte participó en la primera edición que llevaba por título Stat Wars: El despertar de los datos, así como en 2019, Stat Wars: El imperio de los datos, y en 2021, Stat Wars Episodio II: El imperio de los datos. En 2019, participó con la charla ¿Dónde huir cuando atacan los zombis? La estadística entre la realidad y el modelo en el congreso Bringing Young Mathematicians Together (BYMAT).

## Reconocimientos y premios
Desde 2021, Forte forma parte de la International Society for Bayesian Analysis como científica investigadora en estadística, así como de la Internacional Biometric Society, y de la Sociedad de Estadística e Investigación Operativa (SEIO). También en 2021,  fue la ganadora en la categoría "Ciencia" de la XV edición de los premios 20Blog, por su blog de divulgación científica "Bayesana: Estadística casi por todas partes".